# 美花兰
美花兰（学名：Cymbidium insigne）为兰科兰属下的一个种。

## 扩展阅读
- 維基物種上的相關：美花兰